# Pedro Antonio Borgoño
Pedro Antonio Borgoño, (Santiago de Chile, 28 de abril de 1793-Lima, 4 de octubre de 1863) fue un militar peruano de origen chileno. Tuvo importante actuación a favor de la independencia del norte de Perú en 1820. Fue padre del presidente Justiniano Borgoño.

## Biografía
Nació en Santiago de Chile, que era entonces la capital de la Capitanía General de Chile. Fue el segundo hijo del matrimonio de Francisco Antonio Borgoño Encuentros con Carmen Núñez Silva. Su padre fue un español que arribó a Lima y que luego se trasladó a Santiago como tesorero de las cajas reales. Su hermano mayor, José Manuel Borgoño, fue también un militar, que luchó a favor de la independencia de Chile y Perú, y llegó a ser general del ejército chileno.
Muy joven ingresó al ejército real; en 1819 fue enviado a Valdivia, donde desempeñó la ayudantía de la gobernación.
Llegó al Perú en 1820 y fue destinado por el virrey Joaquín de la Pezuela a la guarnición de Trujillo, como sargento mayor de plaza. Allí contrajo amistad con el intendente José Bernardo de Tagle, marqués de Torre Tagle. Ganado por la causa patriota, secundó en forma decisiva a la proclamación de la independencia del Norte del Perú, el 29 de diciembre de 1820. Se encargó del apresamiento de los oficiales realistas que se negaron a plegarse al movimiento patriota.
Fue ascendido a teniente coronel y nombrado mayor general de la plaza de Trujillo. En 1821 se presentó ante el general José de San Martín en el cuartel general de Huaura y participó en la entrada del Ejército Libertador a Lima el 12 de julio. Allí, al igual que en Trujillo, asumió como mayor de plaza. Participó en el primer sitio del Callao.
El 20 de octubre de 1821 fue ascendido a coronel efectivo. Fue asociado a la Orden El Sol del Perú. Regresó a Trujillo como jefe de Estado Mayor de la División del Norte. Participó en la organización de la expedición de apoyo a la corriente libertadora del Norte, que logró el triunfo de Pichincha.
En 1823 fue nombrado presidente del departamento de La Libertad (antigua Intendencia de Trujillo) y fue ascendido a general de brigada. Se puso de lado del presidente José de la Riva Agüero, pero al caer este en desgracia, fue marginado del ejército. Tuvo que reclamar ante el Congreso el reconocimiento de su grado militar, que logró por ley de 5 de diciembre de 1827.
Finalizada la lucha por la independencia, se consagró a la actividad agrícola en el valle de Chicama.  Se casó con Manuela Castañeda y Madalengoitia, perteneciente a la alta sociedad trujillana, con quien tuvo tres hijos, entre ellos Justiniano Borgoño, que llegó a ser general del Ejército peruano y presidente del Perú en 1894.
Solo puso un paréntesis a su actividad privada, cuando en 1842, durante la crisis desatada por la guerra con Bolivia y la anarquía militar, aceptó ser comandante general de La Libertad y Amazonas. Falleció en Lima, el 4 de octubre de 1863.